# Turbinaria stellulata
Espèce
Statut CITES
Turbinaria stellulata est une espèce de coraux appartenant à la famille des Dendrophylliidae.